# Anastassija Alexejewna Chalili
Anastassija Alexejewna Chalili (russisch Анастасия Алексеевна Халили, englisch Anastasiia Khalili, geb. Гореева/Gorejewa; * 27. August 1999 in Pawlowski Possad, Oblast Moskau) ist eine russische Biathletin. Sie ist zweifache Jugendweltmeisterin und war speziell auf dieser Rennebene international sehr erfolgreich.

## Sportliche Laufbahn
Anastassija Chalilis erste internationale Auftritte erfolgten bei den Juniorenweltmeisterschaften 2017, wo sie mit der Jugendstaffel um Jekaterina Sannikowa und Kristina Jegorowa die Goldmedaille gewann. Auch im Jahr darauf nahm sie am Saisonhöhepunkt teil, diesmal war sie im Verfolgungsrennen siegreich und gewann zusätzlich Bronze im Einzel. 2018/19 konnte die Russin in Sjusjøen ein Rennen im IBU-Junior-Cup für sich entscheiden, am selben Ort gewann sie mit der Mixedstaffel Gold bei den Junioreneuropameisterschaften. Große Aufmerksamkeit erzielte schon in den ersten Jahren Chalilis Laufform, so beendete sie nur wenige Rennen ohne Schießfehler, kompensierte aber die mangelnde Treffsicherheit oftmals mit einer der schnellsten Laufzeiten im Feld. Anfangs des Winters 2019/20 bestritt die Russin in Sjusjøen zwei Rennen im IBU-Cup, mit Ausnahme von Staffelsilber bei der Junioren-WM sprang aber keine internationale Medaille heraus.
Zu Beginn der Saison 2020/21 war Chalili erstmals Teil des Weltcupteams. In Hochfilzen lief sie mit einem 24. Rang im Sprint erstmals in die Punkteränge, wurde aber zum Ende des Kalenderjahres in den IBU-Cup versetzt. Dort konnte sie große Erfolge feiern und drei Staffelrennen gewinnen, zunächst am Arber, ein weiteres solches sowie einen Sprint in Obertilliach. Bei diesem distanzierte sie ihre Teamkollegin Anastassija Jegorowa um gut eine Sekunde. Weitere Weltcuppunkte gewann Chalili beim Weltcupfinale in Östersund als 38. des Sprints, in der IBU-Cup-Gesamtwertung erreichte sie am Ende den siebten Rang. Ihre letzte Medaille auf Juniorenebene gewann die Russin bei den Sommerbiathlon-Weltmeisterschaften 2021, wo sie nach fünf Schießfehlern den Supersprint für sich entscheiden konnte. Den Winter 2021/22 bestritt Chalili komplett im IBU-Cup, konnte die Erwartungen aber größtenteils nicht erfüllen. Nur in Idre und Obertilliach lief sie in Einzelrennen unter die besten Zehn, an letzterem Ort entschied sie mit der Mixedstaffel auch ein weiteres IBU-Cup-Rennen für sich.
Da die russische Mannschaft vom Wettkampfgeschehen ausgeschlossen wurde, lief Chalili ab Ende 2022 im neu geschaffenen Commonwealth Cup und entschied nach eher schwachem Start in den Winter im März 2023 in Tjumen einen Massenstart für sich, womit sie den zwölften Rang der Gesamtwertung belegte. Deutlich stärker fand die Russin in die Folgesaison, in der sie gleich zu Beginn in Sotschi einen weiteren Massenstart gewinnen konnte und schlussendlich dank konstant guter Resultate Rang vier im Endklassement erreichte. Die Massenstartwertung schloss sie als beste Sportlerin ab. Auch 2024/25 zählte sie zu den stärksten Athletinnen im Feld und war am Saisonende fünftbeste Sportlerin des Feldes. Maßgeblich dafür waren insgesamt sechs Siege, darunter ein Dreifacherfolg in Djomino im Januar 2025. In der Sprintwertung belegte sie hinter Wiktorija Sliwko Rang zwei. Erfolg hatte sie auch bei den russischen Meisterschaften, Chalili gewann im Massenstart, mit der Frauen- und der Mixedstaffel die Goldmedaille.

## Persönliches
Anastassija Gorejewa stammt aus Pawlowski Possad. Sie studierte an der Staatlichen Universität für Körperkultur, Sport, Jugend und Tourismus in Moskau. Seit August 2024 ist sie mit ihrem Teamkollegen Said Karimulla Chalili verheiratet und nahm dessen Nachnamen an.

## Statistiken

### Weltcupplatzierungen
Die Tabelle zeigt alle Platzierungen (je nach Austragungsjahr einschließlich Olympische Spiele und Weltmeisterschaften).
- 1.–3. Platz: Anzahl der Podiumsplatzierungen
- Top 10: Anzahl der Platzierungen unter den ersten zehn (einschließlich Podium)
- Punkteränge: Anzahl der Platzierungen innerhalb der Punkteränge (einschließlich Podium und Top 10)
- Starts: Anzahl gelaufener Rennen in der jeweiligen Disziplin
- Staffel: inklusive Mixed- und Single-Mixed-Staffeln

| Platzierung               | Einzel | Sprint | Verfolgung | Massenstart | Staffel | Gesamt |
| ------------------------- | ------ | ------ | ---------- | ----------- | ------- | ------ |
| 1. Platz                  |        |        |            |             |         |        |
| 2. Platz                  |        |        |            |             |         |        |
| 3. Platz                  |        |        |            |             |         |        |
| Top 10                    |        |        |            |             |         |        |
| Punkteränge               |        | 2      |            |             |         | 2      |
| Starts                    | 1      | 3      | 2          |             |         | 6      |
| Stand: Saisonende 2020/21 |        |        |            |             |         |        |

### Weltcupwertungen
Ergebnisse bei Weltcups (Disziplinen- und Gesamtweltcup) gemäß Punktesystem.
| Saison  | Einzel | Einzel | Sprint | Sprint | Verfolgung | Verfolgung | Massenstart | Massenstart | Gesamt | Gesamt |
| Saison  | Platz  | Punkte | Platz  | Punkte | Platz      | Punkte     | Platz       | Punkte      | Platz  | Punkte |
| ------- | ------ | ------ | ------ | ------ | ---------- | ---------- | ----------- | ----------- | ------ | ------ |
| 2020/21 | –      | –      | 68.    | 20     | –          | –          | –           | –           | 79.    | 20     |

### Jugend-/Juniorenweltmeisterschaften
Gorejewa nahm bis 2018 an den Jugend- und 2020 an den Juniorenwettkämpfen teil.
| Weltmeisterschaften | Weltmeisterschaften | Einzelwettbewerbe | Einzelwettbewerbe | Einzelwettbewerbe | Damenstaffel |
| Jahr                | Ort                 | Einzel            | Sprint            | Verfolgung        | Damenstaffel |
| ------------------- | ------------------- | ----------------- | ----------------- | ----------------- | ------------ |
| 2017                | Osrblie             | 13.               | 12.               | 8.                | 1.           |
| 2018                | Otepää              | 3.                | 4.                | 1.                | 4.           |
| 2020                | Lenzerheide         | 18.               | 10.               | DNS               | 2.           |

### IBU-Cup-Siege
| Nr. | Datum         | Ort          | Disziplin      |
| --- | ------------- | ------------ | -------------- |
| 1.  | 17. Jan. 2021 | Arber        | Staffel 1      |
| 2.  | 23. Jan. 2021 | Arber        | Mixedstaffel 2 |
| 3.  | 13. März 2021 | Obertilliach | Sprint         |
| 4.  | 19. Dez. 2021 | Obertilliach | Mixedstaffel 3 |

### Junior-Cup-Siege
| Nr. | Datum        | Ort      | Disziplin |
| --- | ------------ | -------- | --------- |
| 1.  | 2. März 2019 | Sjusjøen | Sprint    |